# 1736-os busz
Az 1736-os jelzésű autóbuszvonal távolsági autóbuszjárat Veszprém és Nagykanizsa között, melyet a MÁV Személyszállítási Zrt. lát el.

## Közlekedése
Naponta és tanév tartama alatt a hetek első munkanapját megelőző napon egy-egy járatpár szállítja az utasokat. A naponta közlekedő járatpár útvonalának hossza 136,7 km, menetideje 3 óra 30 perc. Tanév tartama alatt a hetek első munkanapját megelőző napon közlekedő járatpár útvonalának hossza 131,5 km, menetideje 2 óra 15 perc. Ez a járat gyorsjáratként közlekedik.

## Megállóhelyei
| 0  | 0 | Veszprém, autóbusz-állomás végállomás    | 61 | 8 | 1, 2, 3, 4, 4A, 7, 7A, 10, 12, 13, 22, 22A, 23, 23U, 47 1212, 1215, 1216, 1229, 1510, 1513, 1529, 1564, 1592, 1593, 1625, 1626, 1631, 1658, 1708, 1709, 1710, 1720, 1722, 1731, 1735, 1740, 1742, 1758, 1806, 1808, 1823, 1846, 1853 5449, 7033, 7300, 7301, 7302, 7303, 7304, 7305, 7306, 7307, 7309, 7311, 7313, 7314, 7315, 7316, 7317, 7318, 7319, 7320, 7321, 7322, 7323, 7324, 7325, 7326, 7332, 7333, 7335, 7338, 7341, 7342, 7344, 7345, 7346, 7350, 7352, 7353, 7355, 7358, 7360, 7361, 7363, 7364, 7366, 7367, 7369, 7370, 7376, 7381, 7383, 7386, 7388, 7391, 7395, 7396, 7398 |
| 1  | 1 | Veszprém, Komakút tér                    | 60 | 7 | 2, 4, 4A, 6, 8, 8A, 42 1212, 1215, 1216, 1229, 1564, 1625, 1626, 1732 7360, 7361, 7363, 7364, 7366, 7367, 7369, 7370, 7373, 7376 |
| 2  | 2 | Veszprém, József Attila utca             | 59 | 6 | 4, 4A, 42 1212, 1215, 1216, 1229, 1564, 1625, 1626, 1732 7360, 7361, 7363, 7364, 7366, 7367, 7369, 7370, 7373, 7376 |
| 3  | ∫ | Nemesvámos, felső bejárati út            | 58 | ∫ | 1212, 1216, 1625, 1626, 1732 7360, 7367, 7369, 7370, 7373, 7376 |
| 4  | ∫ | Kövesgyűrpuszta, bejárati út             | 57 | ∫ | 1625, 1626, 1732 7360, 7364, 7367, 7369, 7370, 7373, 7376 |
| 5  | ∫ | Tótvázsonyi elágazás                     | 56 | ∫ | 1212, 1216, 1625, 1626, 1732 7360, 7366, 7367, 7370, 7373 |
| 6  | ∫ | Nagyvázsony, pulai elágazás              | 55 | ∫ | 1212, 1216, 1625, 1626, 1732 7360, 7366, 7367, 7370, 7373, 7376, 7674, 7832 |
| 7  | ∫ | Pula, faluház                            | 54 | ∫ | 1212, 1216, 1625, 1626, 1732 7360, 7366, 7370, 7373, 7376, 7674, 7832 |
| 8  | ∫ | Vigántpetend, bejárati út                | 53 | ∫ | 1212, 1216, 1625, 1626, 1732 7366, 7370, 7371, 7373 |
| 9  | ∫ | Kapolcs, autóbusz-váróterem              | 52 | ∫ | 1212, 1216, 1625, 1626, 1732 7366, 7370, 7371, 7373 |
| 10 | ∫ | Monostorapáti, Platán vendéglő           | 51 | ∫ | 1212, 1216, 1625, 1626, 1732 7366, 7370, 7371, 7373, 7742 |
| 11 | ∫ | Hegyesdi elágazás                        | 50 | ∫ | 1212, 1216, 1625, 1626 7370, 7371, 7373, 7742 |
| 12 | ∫ | Tapolca (Diszel), bejárati út            | 49 | ∫ | helyi járat 1212, 1216, 1625, 1626 7370, 7373 |
| 13 | ∫ | Tapolca, SPAR                            | ∫  | ∫ | helyi járat 1212, 1216, 1625, 1626, 1717, 1732 6364, 7369, 7370, 7371, 7387, 7704, 7705, 7706, 7707, 7708, 7709, 7711, 7742 |
| ∫  | ∫ | Tapolca, új lakótelep                    | 48 | ∫ | helyi járat 1212, 1216, 1625, 1626, 1732 7369, 7370, 7371, 7373, 7703, 7705, 7706, 7707, 7742, 7942 |
| 14 | ∫ | Tapolca, autóbusz-állomás                | 47 | ∫ | 1212, 1216, 1569, 1593, 1625, 1626, 1636, 1664, 1714, 1717, 1727, 1732 6350, 6361, 7357, 7369, 7370, 7371, 7373, 7386, 7387, 7700, 7701, 7702, 7703, 7704, 7705, 7706, 7707, 7708, 7709, 7710, 7711, 7721, 7722, 7730, 7736, 7742, 7757, 7836, 7929, 7942 |
| 15 | ∫ | Tapolca, Keszthelyi utca                 | 46 | ∫ | helyi járat 1212, 1625, 1626, 1636, 1664, 1714, 1727, 1732 6350, 6361, 7357, 7371, 7711, 7721, 7722, 7730, 7736 |
| 16 | ∫ | Tapolca, Stadion utca                    | 45 | ∫ | helyi járat 1212, 1625, 1626, 1636, 1664, 1714, 1727, 1732 6350, 6361, 7357, 7721, 7722, 7730, 7736 |
| 17 | ∫ | Lesencetomaj, 84-es út                   | 44 | ∫ | 1212, 1625, 1626, 1636, 1664, 1714, 1727, 1732 6350, 6361, 7357, 7721, 7722, 7730, 7736 |
| 18 | ∫ | Nemesvita, bejárati út                   | 43 | ∫ | 1212, 1625, 1626, 1636, 1714 6361, 6364, 7357, 7721 |
| 19 | ∫ | Balatonederics, templom                  | 42 | ∫ | 1212, 1625, 1626, 1636, 1714 6361, 6364, 7357, 7721 |
| 20 | ∫ | Balatonederics, orvosi rendelő           | 41 | ∫ | 1212, 1625, 1626, 1636, 1714 6361, 6364, 7357, 7721 |
| 21 | ∫ | Balatonederics, bejárati út              | 40 | ∫ | 1212, 1569, 1579, 1625, 1626, 1631, 1636, 1658, 1714, 1723, 1735, 1806, 1808, 1846 6218, 6361, 6363, 6364, 7357, 7721 |
| 22 | ∫ | Balatonederics, Becehegy, Kastély Fogadó | 39 | ∫ | 1212, 1625, 1626, 1636, 1714, 1723, 1806, 1808, 1846 6218, 6361, 6364, 7357, 7721 |
| 23 | ∫ | Balatongyörök, Becehegy                  | 38 | ∫ | 1212, 1579, 1625, 1626, 1631, 1636, 1658, 1714, 1723, 1735, 1808, 1846 6361, 6363, 6364, 7357, 7721 |
| 24 | ∫ | Balatongyörök, Szépkilátó                | 37 | ∫ | 1212, 1579, 1625, 1626, 1631, 1636, 1658, 1714, 1723, 1735, 1806, 1808, 1846 6361, 6363, 6364, 7357, 7721 |
| 25 | ∫ | Balatongyörök, bejárati út               | 36 | ∫ | 1212, 1569, 1579, 1625, 1626, 1631, 1636, 1658, 1714, 1723, 1735, 1806, 1808, 1846 6218, 6360, 6361, 6363, 6364, 7357, 7721 |
| 26 | ∫ | Vonyarcvashegy, vasútállomás bejárati út | 35 | ∫ | 1212, 1569, 1579, 1625, 1626, 1631, 1636, 1658, 1714, 1723, 1735, 1806, 1808, 1846 6218, 6360, 6361, 6363, 6364, 7357, 7721 személyvonat, Lesence sebesvonat, Tanúhegy sebesvonat, Helikon InterRégió |
| 27 | ∫ | Vonyarcvashegy, óvoda                    | 34 | ∫ | 1212, 1625, 1626, 1636, 1714 6218, 6360, 6361, 6364, 7357, 7721 |
| 28 | ∫ | Gyenesdiás, takarékpénztár               | 33 | ∫ | 1212, 1569, 1579, 1625, 1626, 1631, 1636, 1658, 1714, 1723, 1735, 1806, 1808, 1846 6218, 6360, 6361, 6363, 6364, 6365, 7357, 7721 |
| 29 | ∫ | Gyenesdiás, községháza                   | 32 | ∫ | 1212, 1579, 1625, 1626, 1631, 1636, 1658, 1714, 1723, 1735, 1806, 1808, 1846 6218, 6360, 6361, 6363, 6364, 6365, 7357, 7721 |
| 30 | ∫ | Keszthely, Vágóhíd utca                  | 31 | ∫ | 1 1212, 1579, 1625, 1626, 1631, 1636, 1658, 1714, 1723, 1735, 1806, 1808, 1846 6218, 6360, 6361, 6363, 6364, 7357, 7721 |
| 31 | ∫ | Keszthely, Jegenye utca                  | 30 | ∫ | 1 1212, 1625, 1626, 1636, 1714 6218, 6360, 6361, 6364, 7357, 7721 |
| 32 | 3 | Keszthely, kórház                        | 29 | 5 | 1 1212, 1569, 1579, 1625, 1626, 1631, 1636, 1658, 1714, 1723, 1735, 1806, 1808, 1846 6218, 6360, 6361, 6363, 6364, 7357, 7721 |
| 33 | 4 | Keszthely, autóbusz-állomás              | 28 | 4 | 1, 2, 3, 5, 70, C5 1193, 1194, 1212, 1402, 1499, 1506, 1569, 1578, 1579, 1625, 1626, 1631, 1636, 1658, 1665, 1666, 1673, 1714, 1723, 1724, 1725, 1732, 1735, 1794, 1806, 1808, 1842, 1846 5974, 5976, 6103, 6162, 6192, 6216, 6218, 6230, 6231, 6237, 6306, 6307, 6308, 6310, 6316, 6350, 6355, 6360, 6361, 6363, 6364, 6370, 6373, 6375, 6384, 6386, 6387, 6391, 6395, 6396, 6398, 6415, 7357, 7721, 7722 személyvonat, sebesvonat, Helikon InterRégió, Lesence expresszvonat, Tanúhegy expresszvonat, Fenyves expresszvonat, Balaton InterCity                                          |
| ∫  | 5 | Keszthely, Egyetem, Kollégium            | ∫  | 3 | 1194, 1499, 1569, 1665, 1673, 1842 5974, 5976, 6103, 6162 |
| 34 | ∫ | Keszthely, Szent Miklós utca             | 27 | ∫ | 2, 3, 70, C5 1194, 1625, 1636, 1658, 1665, 1666, 1806, 1808 6162, 6216, 6230, 6231, 6237, 6307, 6310, 6316, 6355, 6360, 6361, 6363, 6364, 6370, 6373, 6375, 6384, 6386, 6387, 6391, 6395, 6398, 6415, 7722 |
| 35 | ∫ | Keszthely, Bercsényi utca                | 26 | ∫ | 70, C5 1194, 1402, 1499, 1506, 1569, 1625, 1631, 1636, 1658, 1665, 1666, 1673, 1714, 1724, 1725, 1735, 1794, 1806, 1808, 1842 5976, 6103, 6162, 6216, 6218, 6230, 6231, 6237, 6306, 6307, 6310, 6316, 6355, 6360, 6361, 6363, 6364, 6370, 6375, 6384, 6386, 6387, 6391, 6395, 6396, 6398, 6415, 7721, 7722 |
| 36 | ∫ | Keszthely, Pál utca                      | 25 | ∫ | 70 1194, 1625, 1658, 1665, 1806, 1808 6162, 6216, 6230, 6231, 6237, 6306, 6310, 6316, 6355, 6360, 6361, 6363, 6364, 6375, 6384, 6386, 6387, 6390, 6391, 6395, 6398, 6415, 7722 |
| 37 | ∫ | Keszthely, Kertváros                     | 24 | ∫ | 70 1194, 1625, 1636, 1658, 1665, 1806, 1808 6162, 6216, 6230, 6231, 6237, 6306, 6310, 6316, 6355, 6360, 6361, 6364, 6375, 6384, 6386, 6387, 6391, 6395, 6415, 7722 |
| 38 | ∫ | Hévíz, autóbusz-állomás                  | 23 | ∫ | 1188, 1193, 1194, 1212, 1402, 1499, 1506, 1569, 1625, 1636, 1658, 1665, 1666, 1673, 1714, 1724, 1725, 1794, 1806, 1808, 1842 5976, 6103, 6162, 6216, 6218, 6230, 6231, 6237, 6306, 6310, 6316, 6350, 6355, 6360, 6361, 6363, 6364, 6370, 6372, 6375, 6383, 6384, 6386, 6387, 6390, 6391, 6395, 6396, 6398, 6415, 7721, 7722 |
| 39 | ∫ | Hévíz, Ady utca                          | 22 | ∫ | 1188, 1193, 1194, 1625, 1658, 1665, 1806, 1808 6162, 6216, 6218, 6230, 6231, 6237, 6306, 6310, 6316, 6361, 6363, 6370, 6375, 6415 |
| 40 | ∫ | Alsópáhok, templom                       | 21 | ∫ | 1194 6230, 6231, 6310, 6316, 6370, 6372, 6375, 6415 |
| 41 | ∫ | Alsópáhok, posta                         | 20 | ∫ | 6218, 6230, 6231, 6237, 6310, 6316, 6370, 6372, 6375, 6415 |
| 42 | ∫ | Alsópáhok, alsó                          | 19 | ∫ | 1194, 1666, 1735, 1794 6230, 6231, 6237, 6307, 6308, 6310, 6316, 6363, 6370, 6372, 6375, 6396, 6415 |
| 43 | ∫ | Alsópáhok, Dózsa utca 131.               | 18 | ∫ | 1194, 1735 6218, 6230, 6231, 6237, 6307, 6308, 6310, 6316, 6370, 6372, 6375, 6415 |
| 44 | ∫ | Sármellék, Tüskevár utca                 | 17 | ∫ | 6230, 6308, 6310, 6370, 6375, 6415 |
| 45 | ∫ | Sármellék, Dózsa utca 91.                | 16 | ∫ | 1735 6230, 6308, 6310, 6370, 6375, 6415 |
| 46 | ∫ | Sármellék, vasútállomás                  | 15 | ∫ | 1187 1185, 1193, 1735, 1794 6308, 6375, 6377, 6396, 6415 |
| 47 | ∫ | Sármellék, repülőtér                     | 14 | ∫ | 1735, 1794 6375, 6377, 6396, 6415 |
| 48 | ∫ | Zalavár, Csillag utca 1.                 | 13 | ∫ | 1735, 1794 6375, 6377, 6396, 6415 |
| 49 | ∫ | Zalavár, Fő tér                          | 12 | ∫ | 1735, 1794 6375, 6377, 6396, 6415 |
| 50 | ∫ | Zalaszabar, bolt                         | 11 | ∫ | 1735, 1794 6222, 6226, 6375, 6377, 6396, 6415 |
| 51 | ∫ | Nagyrada, autóbusz-váróterem             | 10 | ∫ | 1735, 1794 6222, 6226, 6396, 6415 |
| 52 | ∫ | Garabonc (Kisrada), autóbusz-váróterem   | 9  | ∫ | 1735, 1794 6222, 6226, 6396, 6415 |
| 53 | ∫ | Garabonc, központ                        | 8  | ∫ | 1735, 1794 6222, 6226, 6396, 6415 |
| 54 | ∫ | Zalakaros, Kossuth utca                  | 7  | ∫ | 1735, 1794 6222, 6396, 6415 |
| 55 | ∫ | Zalakaros, Fő utca                       | 6  | ∫ | 1735, 1794 6222, 6226, 6396, 6415 |
| 56 | ∫ | Zalakaros, autóbusz-állomás              | 5  | ∫ | 1183, 1578, 1735, 1794 6043, 6163, 6186, 6222, 6226, 6396, 6405, 6415, 6420 |
| 57 | ∫ | Zalakaros, fedett fürdő                  | 4  | ∫ | 1183, 1578, 1735, 1794 6043, 6163, 6226, 6396, 6405, 6415, 6420 |
| 58 | ∫ | Galambok, vendéglő                       | 3  | ∫ | 1183, 1735, 1794 6043, 6163, 6226, 6396, 6405, 6415, 6420 |
| 59 | 6 | Nagykanizsa, Fortuna                     | 2  | 2 | 5, 5Y, 7, 7Y, 16, 16A, 16E, 16Y 1183, 1184, 1735, 1794 6043, 6163, 6226, 6396, 6403, 6405, 6415, 6420 |
| 60 | 7 | Nagykanizsa, Eötvös tér                  | 1  | 1 | 4, 4Y, 6, 6A, 6E, 6Y, 9, 9Y, 10, 10A, 10Y, 16, 16A, 16E, 16Y, 25, 28B, 46 1735, 1794 5686, 5687, 5688, 5972, 6043, 6122, 6163, 6226, 6396, 6403, 6405, 6415, 6420, 6421, 6429 |
| 61 | 8 | Nagykanizsa, autóbusz-állomás végállomás | 0  | 0 | 2, 2E, 4, 4A, 4Y, 5, 6Y, 6, 6A, 6E, 6Y, 7, 7Y, 8, 8Y, 9, 9Y, 10, 10A, 10Y, 15, 16, 16A, 16E, 16Y, 17, 18, 24, 28, 28B, 46 1183, 1184, 1503, 1562, 1641, 1642, 1666, 1667, 1668, 1726, 1735, 1794 5686, 5687, 5688, 5972, 6043, 6122, 6138, 6139, 6163, 6226, 6245, 6246, 6247, 6400, 6401, 6403, 6405, 6415, 6420, 6421, 6425, 6428, 6429, 6435, 6440, 6445, 6446, 6448, 6454, 6456, 6458, 6462, 6465, 6470, 6472 |